# パフューム (テレビドラマ)
『パフューム 〜恋のリミットは12時間〜』（ぱふゅーむ こいのりみっとはじゅうにじかん、原題:퍼퓸、英題:Perfume）は、2019年に韓国の KBS 2TVで放送されたテレビドラマ。

## 概要
「パフューム 〜恋のリミットは12時間〜」は、KBS 2TVで2019年6月3日から同年7月23日まで放送された、トラウマのため一歩ふみだせない神経質な天才デザイナーの男、人生最悪な状態の中香水の力で若返った主婦、イケメンスターの男、天才デザイナーの元恋人らが織りなすファンタジー仕立てのロマンティック・コメディである。
ラブ・コメディー作品の主演が初めてとなるシン・ソンロク が繊細で神経質なデザイナー「ソ・イド」に扮し、4年ぶりにドラマ復帰となるチャ・イェリョンが世界的なトップモデル出身で現在モデル事務所の理事「ハン・ジナ」に扮している。また、ハン・スンヨン（KARA出身)が劇中歌「さよなら、またさよなら」を担当している。
日本では、邦題『パフューム 〜恋のリミットは12時間〜』（全16話）として2019年9月から衛星劇場で放送開始となり、2020年8月にDVD-BOXの発売、TSUTAYAでのレンタルが開始となる。

## あらすじ
ミン・ジェヒはモデルになる夢をあきらめキム・テジョンと結婚する。家事は完璧にこなしているが、産後の激太りのため夫から離婚を迫られており、悩んでいる。そんな中、夫の不倫を目撃し、夫への復讐のため自殺することを計画する。送り主不明の宅配便を受け取ると、中身は不思議な香水だった。いざ睡眠薬で自殺しようとすると、不思議な香水の香りを嗅ぎ、目が覚めると若かりし頃のジェヒに戻っていた。人生をやり直せる機会を得たジェヒは、ミン・イェリンと名乗りデザイナーのソ・イドの家で家政婦として働くことになる。イェリンはモデルになりたいとイドに懇願し、ショーの補欠としての活動を開始する。イェリンは自分に自信が持てず、服に着せられている状況だったが、イドの助言もあり自信を持ち始める。イドは、イェリンが幼い頃に出会った少女と面影が似ていることから、少しづつイェリンのことが気になりはじめる。そんな中、世界的に有名なイケメンスターのユン・ミンソクが、スキャンダルを誤魔化すために、イェリンと付き合っているとの報道がされる。イドはミンソクとイェリンが付き合っていると思い気が気でない状況になり、ミンソクは最初は嘘の恋だったが本気の恋に変化してきている。イェリンはミンソクのファンから嫌がらせを受けるが、とあるきっかけでイドとミンソクとの三角関係を疑われるようになってしまう。イドはハン・ジナらと相談し火消しの会見を開くが、イェリンとのことは本気であると宣言してしまう。

## キャスト
ソ・イド
演 - シン・ソンロク
才能もルックスも一流のデザイナーだが、過去のトラウマから一歩踏みだすことができない神経質で繊細な男。
ミン・イェリン
演 - コ・ウォニ
世界的なデザイナーのイドとイケメン韓流スターのミンソクの2人を天秤にかける美女。最初は自分に自信が持てなかったが、次第に変わっていく。
ミン・ジェヒ
演 - ハ・ジェスク
妊娠をきっかけにモデルになる夢をあきらめ結婚する。夫の裏切りにより太ってしまうが、不思議な香水の力で若返りミン・イェリンと名乗りモデルを目指す。
ユン・ミンソク
演 - キム・ミンギュ
世界的に有名なイケメン韓流スター。イドとの間に確執があり、憎んでいる。
ハン・ジナ
演 - チャ・イェリョン
引退した世界的なトップモデルで、現在モデル事務所E-streamの理事。イドの元恋人。どこか壁を作っているイドに、寂しさを感じ別の男性と結婚する。
キム・テジュン
演 - チョ・ハンチョル
ミン・ジェヒの夫。激太りした妻を裏切り、浮気した上に離婚を迫っている。勤務先の広報担当。
キム・ジンギョン
演 - キム・ジンギョン
キム・テジョンとミン・ジェヒとの娘。学校一の才色兼備。モデルをめざすようになる。
パク・ジュニョン
演 - キム・ギドゥ
イドの秘書。イドやイェリンの良き理解者。イェリンの秘密を知っている。
ソン・ミユ
演 - ヘジョン (AOA)
利己的にみえてしまう子役出身のモデル。イドに振り向いてもらいたいために、騒動のきっかけをおこしてしまう。

## 受賞歴
- KBS演技大賞2019
  - 助演女優賞:ハ・ジェスク（英語版、朝鮮語版）[9]

## 放送日程
韓国
| 放送回数 | 放送日        | 放送話 | 放送回数 | 放送日        | 放送話 |
| -------- | ------------- | ------ | -------- | ------------- | ------ |
| 第1回    | 2019年6月3日  | 第1話  | 第9回    | 2019年7月1日  | 第17話 |
| 第1回    | 2019年6月3日  | 第2話  | 第9回    | 2019年7月1日  | 第18話 |
| 第2回    | 2019年6月4日  | 第3話  | 第10回   | 2019年7月2日  | 第19話 |
| 第2回    | 2019年6月4日  | 第4話  | 第10回   | 2019年7月2日  | 第20話 |
| 第3回    | 2019年6月10日 | 第5話  | 第11話   | 2019年7月8日  | 第21話 |
| 第3回    | 2019年6月10日 | 第6話  | 第11話   | 2019年7月8日  | 第22話 |
| 第4回    | 2019年6月11日 | 第7話  | 第12回   | 2019年7月9日  | 第23話 |
| 第4回    | 2019年6月11日 | 第8話  | 第12回   | 2019年7月9日  | 第24話 |
| 第5回    | 2019年6月17日 | 第9話  | 第13回   | 2019年7月15日 | 第25話 |
| 第5回    | 2019年6月17日 | 第10話 | 第13回   | 2019年7月15日 | 第26話 |
| 第6回    | 2019年6月18日 | 第11話 | 第14回   | 2019年7月16日 | 第27話 |
| 第6回    | 2019年6月18日 | 第12話 | 第14回   | 2019年7月16日 | 第28話 |
| 第7回    | 2019年6月24日 | 第13話 | 第15回   | 2019年7月22日 | 第29話 |
| 第7回    | 2019年6月24日 | 第14話 | 第15回   | 2019年7月22日 | 第30話 |
| 第8回    | 2019年6月25日 | 第15話 | 第16回   | 2019年7月23日 | 第31話 |
| 第8回    | 2019年6月25日 | 第16話 | 第16回   | 2019年7月23日 | 第32話 |

## 派生作品
- パフューム 〜恋のリミットは12時間〜 DVD-BOX[10]
  - DVD-BOX 1（2020年8月5日、TCエンタテインメント）
  - DVD-BOX 2（2020年9月2日、TCエンタテインメント）